# Cyrtosia aglota
Cyrtosia aglota is een vliegensoort uit de familie van de Mythicomyiidae. De wetenschappelijke naam van de soort is voor het eerst geldig gepubliceerd in 1930 door Séguy.